# Filó Lajos (lelkész)
Filó Lajos (Losonc, 1828. október 31. – Nagykőrös, 1905. december 11.) református lelkész, teológus, egy ideig a Budapesti Református Teológiai Akadémia tanára.

## Élete
Filó János és Szentpéteri Zsuzsánna fia és Filó János lelkész testvéröccse. Tanulmányait szülőhelyén kezdte, majd a kecsmekéti református kollégiumban teológiát végzett. 1857-ben kecskeméti tanár, kopácsi lelkész, 1858-ban tiszteletbeli egyházkerületi aljegyző, tanácsbíró, pesti teológiai tanár és a pesti református népiskolák és nevelőintézetek felügyelője lett. 1860-ban külföldi egyetemekre ment, Genfben és Edinburghban tanult. Hazajövén 1861-ben Nagykőrös választotta lelkészének, ahol egyházkerületi és egyházmegyei tanácsbíró, a tanítóképesítő bizottság elnöke, konventi tag és zsinati jegyző volt. A dunamelléki egyházkerület Dobos lemondása után 1882-ben főjegyzőül választotta; de erről a tisztségéről 1884-ben lemondott. Filó a Révész Imre által vezérelt orthodox irány buzgó híve volt.
Arcképe, kőnyomat, a Fördős. Kecskeméti Lelkészi Tárában (Pest, 1871. III. füzet.)

## Írásai
Cikkei megjelentek a Protestáns Naptárban (1856-57.), a Protestáns Népkönyvtárban (1857), Sárospataki Füzetekben (1857-61. 1863. 1866.), a Magyar Prot. Egyh. és Isk. Figyelmezőben, a Magyar Tanügyben, az Ev. Protestáns Lapban (1878), Czelder Figyelőjében, Fördős Papi Dolgozataiban (1860.), a Kecskeméti Lelkészi Tárban, a Gyakorlati Lelkészetben (egyházi beszédek) az Ellenőrben (zsinati levelek), az Erdélyi Protestáns Közlönyben (1871. Spurgeon a baptista szónok), a Sárospataki Lapokban (1893. Multunk, adalék a pátens történetéhez, 1860. okt. 11. irta Pesten a Bécsből hazajött br. Vay Miklós által hozott hirek hatása alatt tartott tanácskozás szellemében.)

## Munkái
- Halotti beszéd néhai Kármán-Kis Julia hamvai felett Kecskeméten nov. 14. 1854. Kecskemét. 1855 (Tatai András tanár halotti beszédével együtt.)
- Rapport sur ľEglise de Hongrie.... Genf, 1861 (különnyomat a La semaine religieuse-ből)
- Feltámadás és a spiritualismus, vagyis védelme a Jézus testi föltámadása igazságának a tudomány szempontjából. Kecskemét, 1862
- A keresztyén hit védelme a Krisztus feltámadása kérdésében vagyis szellőztetése Ballagi Mór Tájékozásának. Kecskemét, 1863
- Egyházi beszédek. 1. füzet. Ünnepi és alkalmi beszédek. Kecskemét, 1872 (több nem jelent meg; ism. Prot. Egyh. és Isk. Lap.)
- Ima és emlékbeszéd. Tartotta Deák Ferencz gyászünnepélyén 1876. febr. 8. a nagykőrösi ref. templomban. Bpest, 1876
- Keresztyén hittan, a református vallásu elemi iskolák IV. osztálya számára. Bpest, 1881 (A dunamelléki ref. egyházkerület kiadványai III. Ism. Sárospataki Lapok)

Levelei Erdélyi Jánoshoz. Kecskemét, 1857. máj. 20. aug. 22. és szept. 15. az Erdélyi Tárban.